# Loveless (mangá)
Loveless é um anime e mangá shonen-ai e drama josei, escrito e ilustrado por Yun Kouga, e narra a história de Aoyagi Ritsuka, um garoto de 12 anos que, perdido em angústias do passado, tenta se reencontrar. Em abril de 2005 foi exibida uma adaptação em anime com 12 episódios pelo estúdio J.C.Staff. No Brasil, o mangá começou a ser publicado em junho de 2014.

## Sinopse
A história começa no primeiro dia de aula de Ritsuka, quando ele é transferido de sua antiga escola porque seu irmão mais velho, Seimei, foi carbonizado dentro da sala de aula na qual o menino estudava. Esse evento aconteceu há dois anos e, desde aquela data, Ritsuka luta desesperadamente para recuperar sua memória perdida e para reencontrar seu verdadeiro ser, bem como o responsável pela morte cruel de seu irmão, a única pessoa em quem confiava. Além desses detalhes, é importante ressaltar algumas características que definem a personalidade sombria e desacreditada de Ritsuka, características essas que se refletem em sua relação com as pessoas que o rodeiam e com o mundo. Um bom exemplo é Yuiko, uma colega de classe que, desde o primeiro momento, se empenha para ganhar a confiança e a afeição do nosso protagonista, sem muito sucesso, para bem da verdade. Ritsuka tende sempre a se isolar, certo de que todos os momentos hão de passar, todas as memórias hão de fenecer mais cedo ou mais tarde, e as pessoas deixarão de existir. Solidão é a palavra que melhor o caracteriza.
É nesse cenário sombrio e introspectivo que Agatsuma Soubi aparece. Ritsuka o encontra por acidente, quando está saindo da escola. Soubi é um adulto (característica que, no universo desse mangá/anime, é marcada pela presença de orelhas como a de gatos - sinônimo de inocência - ou a ausência delas - sinônimo de experiência. As orelhas dos jovens caem depois que eles deixam de ser virgens ou puros). Ritsuka só decide ficar e saber quem Soubi é, depois que o rapaz revela que era amigo e "fighter" (combatente/sentoki) de Seimei. E é assim, a pedido de Seimei, que Soubi se torna o “fighter” de Ritsuka, e Ritsuka, o seu “sacrifice” (sacrifício).
Nesse momento é inserido o elemento místico do mangá/anime, no qual determinados personagens, que foram treinados numa escola especial e são denominados por “fighters” e “sacrifices”, lutam entre si numa batalha de feitiços, comandada pela força da palavra. Manipular as palavras de maneira adequada é fundamental numa batalha desse tipo. A batalha em si não é real, e sim moral: vence aquele que é mais determinado, que possui maior motivação e maior habilidade (mas é claro que algumas exceções acontecem e, em dados momentos da história, alguns acabam se ferindo de verdade, apesar de essa não ser a intenção inicial da disputa).
O “fighter”(lutador,em inglês) é o combatente, a alinha de frente numa batalha de feitiços e aquele que utilizará as palavras para derrotar o adversário. "Sacrifice"(sacrifíco,em inglês)é a pessoa a quem o fighter deve defender, aquele que sofre a maioria dos danos se o combatente não for eficiente com as palavras, e aquele que comanda o “fighter”. “Sacrifices” e “fighters” devem ter o mesmo nome e é isso que determina e estabelece a ligação única que os une em pensamento e alma.
Ritsuka e Soubi nao têm o mesmo nome, logo, não são aceitos como “fighter” e “sacrifice” legítimos. O verdadeiro nome de Ritsuka é Loveless, que significa "aquele sem amor". Soubi, por outro lado, se chama Beloved (que significa "aquele que é amado"), assim como seu antigo mestre, Seimei. Por terem um nome diferente, o poder de Soubi é dividido pela metade e ele precisa utilizar o dobro da concentração e habilidade que possui para vencer uma batalha.
Com o decorrer do anime, acompanhamos a luta de Ritsuka para se encontrar em meio a essa confusão, pois seu coração começa a sentir novamente e a personalidade excêntrica de Soubi o confunde.
O anime/manga, assim como o amor de Ritsuka e Soubi, se desenrola em meio a batalhas, descobertas, angústias e conquistas. O drama pessoal de cada um, suas dificuldades e realizações refletem a complexidade da alma humana e conquistam a gente pela carga emocional que contém.
A narrativa, bem como a estruturação do anime, não são convencionais, lineares. Todas as informações são passadas para nós na medida em que Ritsuka descobre e aprende com suas próprias experiências, atribuindo à história uma característica forte, porém fragmentada, que encanta por sua complexidade.
| Loveless aborda temas psicológicos, dramas pessoais e romance. Possui conteúdo adulto, com algumas cenas de violência, relacionamento homossexual implícito e grande carga emocional. |

## Personagens
Ritsuka Aoyagi (青柳 立夏, Aoyagi Ritsuka)
É um garoto de 12 anos de idade com baixa estatura, delicado e doce. Tem cabelos negros e lisos, com orelhas de gato e olhos violeta. Sua personalidade é muito fria, mas para conhecer bem as pessoas é capaz de amá-las a ponto de fazer-lhes tudo. Aquele que lhe é mais importante é seu irmão, Aoyagi Seimei, que sempre o ajudou e atuou como uma mãe para ele. A verdadeira mãe o agride e ocasionalmente diz: "devolva-me meu Ritsuka." Geralmente ele carrega uma câmera para a "produção de memórias".
Soubi Agatsuma (找妻 草灯, Agatsuma Soubi)
É alto, magro, longos cabelos loiros, olhos azuis, e belas feições, tem 20 anos,   cursa a faculdade de arte, e diz frequentemente ao loveless (Ritsuka) que o ama, mas em dizer tantas vezes parecem apenas simples palavras, Seimei ordenou-lhe para dizer que ama Ritsuka, o que incomoda muito loveless, porque não sabe oque realmente sente. Era combatente de Seimei, mas quando este morreu passou a cuidar de Ritsuka e mesmo que no início fosse apenas o cumprimento das ordens de seu antigo mestre, Soubi acaba realmente se apaixonando por Ritsuka.
Seimei Aoyagi (青柳  清明, Aoyagi Seimei)
Tem (tinha,na época do ocorrido) 16 anos, cabelos negros e olhos azulados.irmão mais velho de Ritsuka. Foi supostamente assassinado de uma forma muito trágica.Uns acreditam que ele realmente gosta do irmãozinho, mas que queria se livrar de soubi. Outros acreditam que ele tinha dupla personalidade ou sofreu um distúrbio querendo armar uma armadilha para o Ritsuka. Seimei sem dúvidas é o personagem mais misterioso da série, talvez no mangá possamos saber ao certo sobre ele. Quando foi assassinado ainda tinha suas orelhas.
Yuiko (唯子)
Está na sexta série como Ritsuka, é manipulada por seus colegas estudantes, como visto no 1º capítulo da série, se apaixona por ritsuka a primeira vista. Ela sempre carrega a chave de sua casa em seu pescoço. O que mais quer é ser amiga de Ritsuka, mas isso é muito difícil, e só consegue se tornar amiga dele através de uma promessa que fez numa batalha de Ritsuka.
Yayoi Shioiri (塩入 弥生, Shioiri Yayoi)
Amigo de Ritsuka e Yuiko, tem ciúmes de Rituska com Yuiko porque ele é mais baixo que ela ,enquanto Ritsuka é igualmente baixo, além de gostar de Yuiko e não conformar-se com o fato de que a mesma só da atenção à Ritsuka.
Hitomi Shinonome (东云瞳, Shinonome Hitomi)
Professora responsável pela classe, uma mulher de 23 anos traumatizada,se apaixona por Soubi, e sofre porque ele está apenas interessado em Ritsuka. Embora diga que não se importa de ainda ter orelhas (sinal de virgindade) e nunca ter beijado ninguém.
Kio Kaidou (海堂贵绪, Kaidō Kio)
No anime tem o cabelo verde, alto (mas não tanto quanto Soubi) é o mehor amigo de Soubi , mas parece que existe algo a mais entre eles dois. Como Soubi, ele é um estudante de arte e , muitas vezes, fazem grandes pinturas sobre tela. Quando descobre sobre Ritsuka pensa que é apenas outro cara tentando separa-los, mas ao conhecê-lo melhor vê que Ritsuka não é um cara tão mau assim.
Hatsuko
É a psicóloga que trata de Ritsuka e que já chegou a consultar a professora Hitome, assim como Kio. Ela não tem pudor ao demonstrar o afeto exagerado que sente por seu paciente, Ritsuka, que a visita todas as quartas-feiras para tentar resolver,ou ao menos discutir, seus problemas e dilemas.
Mãe de Ritsuka
Tem problemas de relacionamento com Ritsuka por causa da mudança de comportamento dele. Acredita-se que essas mudanças foram antes do acidente com Seimei, pois ele sempre foi o da fúria da mãe. Seja como for, ela se convenceu de que o garoto com quem vive não é o verdadeiro Ritsuka. E, às vezes, explode e quebra tudo o que vê, por vezes, ferindo Ritsuka.
Youji Sagan (目瑶二, Sagan Yōji)
Aparece no capítulo 6, a fim de capturar Ritsuka e levá-lo para Nagisa, mas Soubi os enfrenta,mas algo inesperado acontece...o verdadeiro nome dele é zero e não sente dor.
Natsuo Sagan (目奈津生, Sagan Natsuo)
É o lutador de Youji,e é a mesma história do Youji.seu verdadeiro nome é zero assim como Youji e tem as mesmas habilidades.
Yamato Nakano (中野 倭, Nakano Yamato)
'Zero' é seu verdadeiro nome é como Youji e Natsuo, a única coisa diferente entre os outros zeros é que nas lutas junto a sua fighter  pode sentir dor, uma vez que é um protótipo do verdadeiro zero por Nagisa.
Kouya Sakagami (坂上 江夜, Sakagami Kōya)
É a fighter, ou seja, tem o mesmo nome de Yamato que é mais que su fighter é sua parceira.
Ao contrário de Yamato, ela não sente dor, porque não é um protótipo do verdadeiro zero.mas apesar de tudo Kouya e Yamato acabam juntas.
Ai Myoushin
Aparece no 1º capítulo da série juntamente com seu sacrifice, Midori Arai, que estavam em busca de “loveless”, a mando de Ritsu sensei.
Arai Midori
É o sacrifice de Ai, aparece no 1º capítulo, no anime a cor do cabelo é verde e aparece com a mesma ordem de Ai. Breathless é o verdadeiro nome dele e de Ai.
Nagisa Sagan (目渚, Sagan Nagisa)
É uma garota muito persistente, só quer mostrar do que é capaz para Ritsu. É a criadora dos outros zeros.

## Episódios
01 - Sem fôlego       = ブレスレス
02 - Sem memória      = メモリの
03 - Sem ligação      = 接続なし
04 - Sem amigo        = 友
05 - Sem sono         = 眠れない
06 - Sem dor          = 無痛
07 - Sem lágrimas     = 涙を流さない
08 - Sem confiança    = 信頼がなければ
09 - Sem pele         = 皮
10 - Sem nome         = 無名
11 - Sem guerra       = いいえ戦争
12 - Sem Fim          = 絶たない